# Filipp Jaszeczkin
Filipp Wasiljewicz Jaszeczkin (ros. Филипп Васильевич Яшечкин, ur. 1906, zm. w styczniu 1975 w Moskwie) – radziecki działacz partyjny, politruk, generał porucznik.

## Życiorys
Od 1938 należał do WKP(b), w 1938 był p.o. II sekretarza i od lipca 1938 II sekretarzem Komitetu Obwodowego WKP(b) w Orenburgu, potem do marca 1939 zastępcą kierownika Wydziału Kierowniczych Organów Partyjnych KC WKP(b). Później został członkiem Rady Wojennej 16 Armii w stopniu komisarza pułkowego, od 26 stycznia do 28 lutego 1942 był członkiem Rady Wojennej 58 Armii Rezerwowej, potem członkiem Rady Wojennej 11 Armii Gwardii i szefem Zarządu Politycznego 3 Frontu Nadbałtyckiego, 28 lipca 1944 otrzymał stopień generała majora. Od listopada 1944 do czerwca 1945 był szefem Zarządu Politycznego 1 Frontu Ukraińskiego, od czerwca do sierpnia 1945 szefem Zarządu Politycznego Centralnej Grupy Wojsk, później przebywał na leczeniu, w maju 1946 został zastępcą szefa Zarządu Samochodowego Tyłów Sił Zbrojnych. W 1949 ukończył Wyższą Akademię Wojskową im. Woroszyłowa, w latach 1950–1953 był członkiem Rady Wojennej Woroneskiego Okręgu Wojskowego, 1953–1956 członkiem Rady Wojennej Północnej Grupy Wojsk, a 1956–1959 szefem Wydziału Politycznego Wyższych Kursów Dowódczych "Wystrieł", 31 maja 1954 awansowano go na generała porucznika. Był odznaczony m.in. Orderem Bohdana Chmielnickiego I klasy (29 lipca 1944) i Orderem Kutuzowa I klasy (6 kwietnia 1945).